# Deutsche Leichtathletik-Hallenmeisterschaften 1973
Die 20. Deutschen Leichtathletik-Hallenmeisterschaften wurden vom 23. bis 24. Februar 1973 in der Berliner Deutschlandhalle ausgetragen. Die Rundbahn hatte eine Länge von 180 Meter, die Sprintgerade war 50 Meter lang.

## Medaillengewinner Männer
| Disziplin      | Gold                                                                             | Leistung    | Silber                                                             | Leistung    | Bronze                                                                                  | Leistung    |
| -------------- | -------------------------------------------------------------------------------- | ----------- | ------------------------------------------------------------------ | ----------- | --------------------------------------------------------------------------------------- | ----------- |
| 50 m           | Hans-Georg Teisner (LG Braunschweig)                                             | 5,84 s      | Manfred Schumann (USC Mainz)                                       | 5,89 s      | Rolf Lewandowski (LG ATV/RTV Düsseldorf)                                                | 5,93 s      |
| 200 m          | Manfred Ommer (SV Bayer 04 Leverkusen)                                           | 21,4 s      | Klaus-Dieter Bieler (TV Wattenscheid 01)                           | 21,8 s      | Franz Priebeck (TSV 1860 München)                                                       | 21,9 s      |
| 400 m          | Georg Nückles (Kehler FV)                                                        | 47,1 s      | Hermann Köhler (TV Wattenscheid 01)                                | 47,3 s      | Falko Geiger (Stuttgarter Kickers)                                                      | 47,6 s      |
| 800 m          | Josef Schmid (FV Salamander Kornwestheim)                                        | 1,50,6 min  | Reinhold Soyka (LC Bonn)                                           | 1:50,8 min  | Thomas Wessinghage (TV 1885 Haiger)                                                     | 1:50,8 min  |
| 1500 m         | Paul-Heinz Wellmann (TV 1885 Haiger)                                             | 3:46,8 min  | Hans-Jürgen Orthmann (LG Sieg)                                     | 3:49,5 min  | Dirk Stratmann (ASC Wella Darmstadt)                                                    | 3:49,6 min  |
| 3000 m         | Willi Maier (TSV Genkingen)                                                      | 7:54,0 min  | Hartmut Bräuer (LG Itzehoe)                                        | 7:54,6 min  | Hans-Dieter Schulten (TV Wattenscheid 01)                                               | 7:55,4 min  |
| 50 m Hürden    | Manfred Schumann (SV Bayer 04 Leverkusen)                                        | 6,68 s      | Günter Nickel (SV Bayer 04 Leverkusen)                             | 6,69 s      | Eckart Berkes (USC Mainz)                                                               | 6,81 s      |
| 4 × 400 m      | TV Wattenscheid 01Karl-Hermann Tofaute Heinrich Schwarz Hermann Köhler Klaus Ehl | 3:14,2 min  | VfB StuttgartSiegfried Götz Franz Münch Bernhard Schmidt Karl Honz | 3:15,7 min  | Berliner TurnerschaftVolker Kolletzky Jack Williams Franz-Josef Gleen Wolfgang Druschky | 3:15,7 min  |
| 3 × 1000 m     | LG Ratio MünsterUrs Lufft Wolfgang Riesinger Harald Norpoth                      | 7:12,6 min  | ASC Wella DarmstadtWerner Schumann Fritz Schäfer Arnd Krüger       | 7:12,8 min  | LAC Quelle FürthWilli Holler Anton Adam Heinz Mörtl                                     | 7:17,0 min  |
| 10.000 m Gehen | Bernhard Kannenberg (LAC Quelle Fürth)                                           | 42:32,6 min | Gerhard Weidner (LG Salzgitter)                                    | 44:11,2 min | Heinz Mayr (VfL Wolfsburg)                                                              | 46:24,2 min |
| Hochsprung     | Heinz-Günter Zimmer (TV Alzey)                                                   | 2,15 m      | Hans-Jörg Wildförster (TSV 1860 München)                           | 2,15 m      | Lothar Doster (FV Salamander Kornwestheim)                                              | 2,09 m      |
| Stabhochsprung | Reinhard Kuretzky (SV Bayer 04 Leverkusen)                                       | 5,30 m      | Hans-Jürgen Ziegler (KSV Hessen Kassel)                            | 5,25 m      | Volker Ohl (SG Arheilgen)                                                               | 5,25 m      |
| Weitsprung     | Hans Baumgartner (TV Heppenheim)                                                 | 7,97 m      | Norbert Teipel (SV Bayer 04 Leverkusen)                            | 7,74 m      | Hermann Latzel (OSC Dortmund)                                                           | 7,61 m      |
| Dreisprung     | Joachim Kugler (USC Mainz)                                                       | 16,22 m     | Richard Kick (TSV 1860 München)                                    | 16,06 m     | Michael Sauer (USC Mainz)                                                               | 15,86 m     |
| Kugelstoßen    | Ferdinand Schladen (LC Bonn)                                                     | 19,29 m     | Wolfgang Barthel (USC Mainz)                                       | 18,83 m     | Gerhard Steines (LG Lahn-Dill Wetzlar)                                                  | 18,72 m     |

## Medaillengewinner Frauen
| Disziplin   | Gold                                                                      | Leistung   | Silber                                                                          | Leistung   | Bronze                                                           | Leistung   |
| ----------- | ------------------------------------------------------------------------- | ---------- | ------------------------------------------------------------------------------- | ---------- | ---------------------------------------------------------------- | ---------- |
| 50 m        | Annegret Richter (OSC Dortmund)                                           | 6,30 s     | Christiane Krause (ASC Wella Darmstadt)                                         | 6,45 s     | Inge Helten (DJK boullo Andernach)                               | 6,47 s     |
| 200 m       | Christiane Krause (ASC Wella Darmstadt)                                   | 24,1 s     | Annelie Wilden (LC Bonn)                                                        | 24,6 s     | Maren Schroeder (OSC Berlin)                                     | 24,6 s     |
| 400 m       | Christel Frese (ASV Köln)                                                 | 53,7 s     | Erika Weinstein (TuS 04 Leverkusen)                                             | 54,5 s     | Dagmar Jost (HTG Bad Homburg)                                    | 55,1 s     |
| 800 m       | Brigitte Kraus (LG Rhein-Berg)                                            | 2:10,5 min | Rosemarie Balke (OSC Thier Dortmund)                                            | 2:10,7 min | Anita Berens (VfL Sindelfingen)                                  | 2:11,3 min |
| 1500 m      | Ellen Tittel (TuS 04 Leverkusen)                                          | 4:22,1 min | Christel Rosenthal (ASC Wella Darmstadt)                                        | 4:29,6 min | Gerda Ranz (TV Erkheim)                                          | 4:29,8 min |
| 50 m Hürden | Uta Nolte (SV Bayer 04 Leverkusen)                                        | 7,10 s     | Heidi Schüller (SV Bayer 04 Leverkusen)                                         | 7,19 s     | Elfi Meierholz (SV Bayer 04 Leverkusen)                          | 7,20 s     |
| 4 × 180 m   | TuS 04 LeverkusenErika Weinstein Uta Nolte Gisela Ellenberger Rita Wilden | 1:26,8 min | OSC Thier DortmundBärbel Engster Gabriele Huwe Annegret Richter Brigitte Roesen | 1:28,2 min | LC BonnElvira Poßekel Ulla Zablinski Marlies Kühn Annelie Wilden | 1:30,0 min |
| Hochsprung  | Ellen Mundinger (LG Offenburg)                                            | 1,79 m     | Brigitte Göhrs (TK Hannover) Anja Wolf (TSV Goddelau)                           | 1,76 m     |                                                                  |            |
| Weitsprung  | Edda Schmiedel (SG Düren 99)                                              | 6,26 m     | Heidi Schüller (SV Bayer 04 Leverkusen)                                         | 6,81 m     | Ute Hedicke (DJK boullo Andernach)                               | 6,12 m     |
| Kugelstoßen | Sigrun Kofink (LG Tübingen)                                               | 15,38 m    | Birgit Palzkill (SV Bayer 04 Leverkusen)                                        | 15,00 m    | Marion Schwitalla (Flensburger TB)                               | 13,81 m    |